# Claude Dambury
Claude Dambury né le 30 juillet 1971 à Cayenne en Guyane est un footballeur français. Il était défenseur.

## Palmarès
- Champion de France de National en 2004 avec Reims